# MUSE (加藤ミリヤのアルバム)
『MUSE』（ミューズ）は日本のシンガーソングライター・加藤ミリヤがデビュー10周年を記念した3枚目のコンピレーション・アルバム。2014年10月29日にSony Music Records内のレーベルMASTERSIX FOUNDATIONから発売された。

## 概要
加藤ミリヤデビュー10周年を記念した、企画コンピレーション・アルバム。
初回生産限定盤は豪華三方背BOX・三面デジパック仕様となっており、CDが2枚とミュージックビデオとスペシャルインタビュー映像を収録した特典DVDが付属する3枚組となっている。なお、初回生産限定盤に限っては現在、入手困難となっている。
アルバムキャッチ・フレーズは、『ミリヤが考える「“MUSE（ミューズ：女神）”との10のコラボレーション」』。
Disc1には、前作以降にリリースされたシングル曲3曲と、加藤と親交のあるアーティストらが客演・フィーチャリングとして参加をしている楽曲に加え、カバー曲2曲、そして新録曲5曲からなる全10曲が収録されている。前作同様、カップリング曲が一切収録されていない。主な客演一覧は、中島美嘉、バンドHYのボーカル仲宗根泉、プライベートでも親交の深いAI、青山テルマ、JASMINE、加藤自ら直接交渉をし実現をしたというSUGAR SOULらが参加している。また新録曲として「M.U.S.E.」、TLCのサンプリング曲「STYLE」の2曲、デビューのきっかけとなった宇多田ヒカルのカバー曲「Automatic」、アリシア・キーズのカバー曲「If I Ain't Got You」などが収められている。
新録曲「M.U.S.E.」については、「Aitai」や「Lonely Hearts」など過去の楽曲の引用とともに加藤が生きた10年間の思いを反映させた楽曲となっている。
Disc2には、これまで発表されてきた楽曲のリミックス音源を収めたベスト的な内容に近い形で構成からなる2枚組となっている。
本作を引っさげて、翌2015年3月10日から10周年記念全国ツアー「10th Anniversary "A MUSE" Tour 2015」を28公演開催した。

## 収録曲

### CD (全形態共通)

#### Disc1
1. M.U.S.E. (5:56)
作詞・作曲：Miliyah
  - 新録曲
  - 自身が、これまでに発表してきた楽曲やメロディーの一部をサンプリングしている。
2. YOU… feat.仲宗根泉 (HY) (5:52)
作詞・作曲：Miliyah、Izumi Nakasone
  - 29thシングル
  - TOKYO FMラジオドラマ「君恋物語～キミコイものがたり～」主題歌
  - アルバム初収録
3. Automatic (5:29)
作詞・作曲：Hikaru Utada / 編曲：Tomokazu "T.O.M." Matsuzawa
  - 宇多田ヒカルが、1998年に発表された楽曲のカバー
4. DRIVE feat. JASMINE (4:35)
作詞・作曲：Miliyah、JASMINE
  - 新録曲
5. I'll be there with you feat.AI & 青山テルマ (6:07)
作詞・作曲：Miliyah、AI、Thelma Aoyama
  - 新録曲
6. Fighter / 中島美嘉 × 加藤ミリヤ (4:58)
作詞：Miliyah & Mika Nakashima / 作曲：Miliyah
  - 「中島美嘉×加藤ミリヤ」名義でリリースされたシングル (両A面1曲目)
  - ソニー・ピクチャーズ エンタテインメント配給映画『アメイジング・スパイダーマン2』日本語吹き替え版テーマソング
  - 加藤のアルバムでは初収録
7. Gift / 中島美嘉×加藤ミリヤ (4:38)
  - 作詞：Miliyah & Mika Nakashima / 作曲：Eriko Yoshiki
  - 「中島美嘉×加藤ミリヤ」名義でリリースされたシングル (両A面3曲目)
  - 加藤のアルバムでは初収録
8. If I Ain't Got You (6:15)
作詞・作曲：Alicia Augello / 編曲：DJ SHUYA、GAKUSHI
  - アリシア・キーズの楽曲のカバー
9. Blue Flame feat.SUGAR SOUL (5:19)
作詞・作曲：Miliyah、SUGAR SOUL
  - 新録曲
10. STYLE (2:38)
作詞・作曲：Miliyah
  - 新録曲

#### Disc2
1. Lonely Hearts (T.O.M. Remix) [4:50]
2. SAYONARAベイベー (Nao Tanaka Remix) [4:55]
3. RAINBOW (T.O.M. REMIX) [5:45]
4. Aitai (Loneliness Remix) [4:59]
5. LALALA feat.若旦那 (T.O.M. REMIX) [6:53]
6. HEART BEAT (DEXPISTOLS REMIX) [4:20]
7. 勇者たち (T.O.M. REMIX) [7:22]
8. 19 Memories (REMIX) [5:21]
9. Love/Affection (DAISHI DANCE REMIX) [5:13]
10. Never let go (Shingo.S RMX) [4:53]
11. ジョウネツ (take 2 Remix) [5:00]
12. ソツギョウ (DJ Mitsu the Beats School Gate Mix) [5:00]
13. Beautiful (BR Remix) [5:11]
14. Love Forever (DAISHI DANCE REMIX) [7:19]

### DISC3 (DVD)【初回生産限定盤のみ】
| #  | タイトル                                                  | 作詞 | 作曲・編曲 | 監督 |
| -- | --------------------------------------------------------- | ---- | ---------- | ---- |
| 1. | 「The Story of "MILIYAH 10th Anniversary PREMIUM PARTY"」 |      |            |      |
| 2. | 「YOU... feat.仲宗根泉 (HY) Music Video」                 |      |            |      |